# Mylenium Tour
Mylenium Tour – album Mylène Farmer wydany w grudniu 2000 i jednocześnie nazwa trasy koncertowej, która odbyła się na przełomie XX i XXI wieku. Zawiera utwory wykonywane podczas koncertu. Producentem wykonawczym jest Laurent Boutonnat. Wydany został na płycie winylowej, płycie CD i kasecie. We Francji sprzedał się w 0,7 milionach sztuk uzyskując certyfikat podwójnej platyny. Utwory nie są nagrane w studiu – autorka wykonała je na wyżej wymienionej trasie koncertowej, zarejestrowanej w hali Bercy w Paryżu.

## Lista utworów
1. Mylenium
2. L'Amour Naissant
3. L'Âme-Stram-Gram
4. Beyond My Control
5. Rêver
6. Il n'y a pas d'Ailleurs
7. Mylène is Calling
8. Optimistique-Moi
9. Medley (Pourvu Qu'elles Soient Douces, Libertine, Maman a tort, Sans Contrefaçon)
10. Regrets
11. Désenchantée
12. Méfie-toi
13. Dessine-moi un mouton
14. California
15. Pas le temps De vivre
16. Je te rends ton amour
17. Souviens-toi du Jour...
18. Dernier Sourire
19. Innamoramento